# Puente Calicanto (Huánuco)
El Puente Calicanto está ubicado en la ciudad de Huánuco y cruza el río Huallaga. Su construcción comenzó en 1879 y culminó en 1884. Fue diseñado por Santos Benedetti, Silverio Lázzaro y Vitorio Albertini. Tiene una longitud de 60 m y dos columnas. Fue construido sobre la base de piedra de canto rodado junto con mezcla de cal, arena y claras de huevos.